# Mistrzostwa świata kadetów w judo
Mistrzostwa świata kadetów w judo – impreza rangi mistrzostw świata organizowana co dwa lata pod egidą Światowej Federacji Judo (IJF).
W pierwszych dwóch edycjach (2009 i 2011) startowali zawodnicy i zawodniczki do lat 17, od edycji trzeciej (2013) zwiększono limit wiekowy do lat 18.

## Edycje
- 2009:  Budapeszt
- 2011:  Kijów
- 2013:  Miami
- 2015:  Sarajewo